# Олонкін Геннадій Микитович

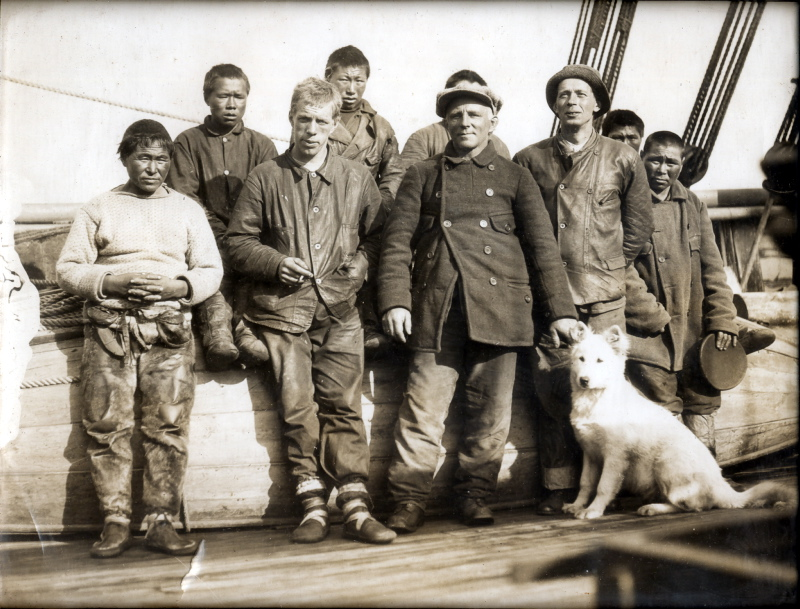
Геннадій Олонкін, третій зліва

Генна́дій Мики́тович Оло́нкін, іноді помилково називається у ЗМІ Дмитро Олонкін (норв. Gennadij Olonkin; 1898, село Кадь, Архангельська губернія — 1960, Тромсе, Норвегія) — напівросіянин-напівнорвежець, дослідник Арктики, учасник експедицій Руаля Амундсена і Умберто Нобіле.

## Біографія
Батьком Геннадія був архангельский помор, мати — норвежка. Єдиний син з 12-ти дітей його батьків.
Ще в юнацькі роки почав працювати в Арктиці на полярній станції Югорський Шар (в становище Хабарово). У 1918—1925 рр. був радистом і одночасно механіком в експедиції Руала Амундсена на судні Мод, де, незважаючи на молодість, здобув повагу таких людей, як Г. Свердруп і Ф. Мальмгрен . Він був одним з чотирьох, хто залишилися на борту судна, що спробували пройти Берингововою протокою в 1921 р, і одним з трьох (разом з Вістінгом і Свердрупом), які пропрацювали на «Мод» до кінця експедиції. Дуже показовим є і той факт, що Амундсен включив Олонкіна і в свою експедицію на дирижаблі Норвегія, але несподівано виключив зі складу команди на Шпіцбергені. 
 Нагороджений норвезьким орденом Св. Олафа, удостоєний норвезького громадянства (1926). До смерті працював в Інституті метеорологічних досліджень міста Тромсе . У 1928 і 1936 рр. брав участь в експедиціях на острів Ян-Майєн (Jan Mayen). З 1958 року брав участь в розгортанні радіолокаційних станцій НАТО на острові Ян-Маєн. Помер від раку. Був одружений, мав сина і двох дочок.
На честь Олонкіна назване поселення Олонкінбюен (норв. Olonkinbyen) і мис Олонкіна на Ян-Маєні. 